# Nicolas Detering
Nicolas Detering (* 3. Juni 1985 in Hamburg) ist ein deutscher Literaturwissenschaftler.

## Leben
Nach dem Abitur 2004 an der Gelehrtenschule des Johanneums studierte er von 2005 bis 2011 deutsche und englische Literaturwissenschaft sowie neuere Geschichte in Freiburg, Bremen, Wien und Oxford. Er erwarb 2010 den Master of Studies (Modern Languages) an der University of Oxford, 2011 den Magister artium an der Albert-Ludwigs-Universität Freiburg, 2016 die Promotion an der Albert-Ludwigs-Universität Freiburg und 2023 die Habilitation an der Universität Konstanz. Von 2017 bis 2019 war er W-1-Juniorprofessor für Neuere deutsche Literatur im europäischen Kontext an der Universität Konstanz. Seit 2022 ist er Professor für Neuere deutsche Literatur und Komparatistik mit einem Schwerpunkt in der Frühen Neuzeit an der Universität Bern.
Seine Forschungsschwerpunkte sind europäische Literatur der Frühen Neuzeit (16.–18. Jahrhundert), Literatur und Religion im 19. Jahrhundert, deutsche Literatur im Ersten Weltkrieg, Pressegeschichte/Journalistisches Erzählen, literarische Zeitsemantik und Narratologie.

## Schriften (Auswahl)
- Die Kunst der Einfalt. Märtyrer und Legenden im bürgerlichen Zeitalter der Literatur. Göttingen 2024, ISBN 978-3-8353-9169-7.
- Krise und Kontinent. Die Entstehung der deutschen Europa-Literatur in der Frühen Neuzeit. Köln 2017, ISBN 3-412-50719-9.
- mit Achim Aurnhammer: Deutsche Literatur der Frühen Neuzeit. Humanismus, Barock, Frühaufklärung. Tübingen 2019, ISBN 978-3-8252-5024-9.